# کارونیا
کارونیا (به ایتالیایی: Caronia) یک کومونه در ایتالیا است که در استان مسینا واقع شده‌است.

## خصوصیات
کارونیا ۲۲۶ کیلومترمربع مساحت و ۳٬۵۵۵ نفر جمعیت دارد و ۳۰۴ متر بالاتر از سطح دریا واقع شده‌است.

## خواهرخوانده
شهر Montespertoli خواهرخواندهٔ کارونیا هست.